# Tomás Andrés Mauro Muldoon
Tomás Andrés Mauro Muldoon OFM (nacido como Thomas Andrew Muldoon;  Boston, Estados Unidos, 8 de agosto de 1938 - Framingham 14 de junio de 2024 ) fue un clérigo franciscano estadounidense y obispo católico romano de Juticalpa en Honduras.

## Vida
Thomas Andrew Muldoon ingresó al noviciado de la Orden Franciscana el 15 de agosto de 1958, adoptando el nombre religioso de Maurus. El 16 de agosto del año siguiente hizo su primera profesión, y tres años después, el 16 de agosto de 1962, profesó los votos perpetuos y recibió la ordenación sacerdotal el 11 de junio de 1966 en el Seminario Mount Alvernia en Wappingers Falls. Su orden lo destinó en 1966 a la misión en América Central, donde trabajó en El Salvador, Guatemala y Honduras, hasta que en 1982 fue encargado por su superior para el cuidado pastoral de los hispanos en New Bedford, Massachusetts.
Sin embargo, regresó a Honduras un año después, ya que el Papa Juan Pablo II lo nombró Prelado de la Prelatura Territorial de la Inmaculada Concepción de la Bienaventurada Virgen María en Olancho el 1 de febrero de 1983. Recibió la consagración episcopal el 8 de octubre de 1984 en la Catedral de la Santa Cruz en Boston, por el Arzobispo de Boston, Bernard Francis Law, con los co-consagrantes Lorenzo Michele Joseph Graziano OFM, obispo emérito de San Miguel, y Daniel Anthony Cronin, obispo de Fall River.
Con la elevación de la Prelatura Territorial a diócesis el 31 de octubre de 1987, Mauro Muldoon (como se le conocía en Honduras) fue nombrado obispo de Juticalpa. El 1 de febrero de 2012, el Papa Benedicto XVI aceptó su renuncia anticipada. Después de esto, el obispo Muldoon regresó a su país natal.
Tomás Andrés Mauro Muldoon falleció en junio de 2024 en el Framingham Union Hospital en Framingham.